# Télèphe
Pour les articles homonymes, voir Télèphe (homonymie).
Dans la mythologie grecque, Télèphe (en grec ancien Τήλεφος / Tếlephos) est le fils d'Héraclès et d'Augé, fille d'Aléos, roi de Tégée en Arcadie. La ville de Pergame, en Mysie, le revendique comme son fondateur. Sa geste héroïque est à la fois complexe et mal connue.

## Légende

### Naissance et enfance
Selon Alcidamas, qui résume plusieurs sources différentes, Aléos, roi de Tégée en Arcadie, est prévenu par l'oracle de Delphes contre la naissance d'un petit-fils, qui mettrait à mort ses propres fils. Il fait donc de sa fille Augé une prêtresse d'Athéna, vouée à la chasteté. Héraclès arrive à sa cour pour lui demander de l'aide contre Augias. Il est logé dans le temple d'Athéna, où il séduit Augé. Quand sa grossesse est découverte, Augé est confiée par son père au nocher Nauplios pour qu'il la noie. Mais une fois qu'elle a donné naissance à Télèphe sur le mont Parthénion, Nauplios vend la mère et son fils à Teuthras, roi de Mysie. 
Dans un fragment d'une pièce perdue de Sophocle, Les Aléades, Télèphe est abandonné et élevé par une biche à la tête couronnée de bois, une scène reprise chez Diodore de Sicile, le pseudo-Apollodore et de nombreuses œuvres d'art.
Selon le Catalogue des femmes, attribué à Hésiode, Augé est adoptée sur ordre divin par Teuthras, roi de Mysie,. Héraclès visite ce dernier alors qu'il vient chercher les chevaux que lui a promis Laomédon.
Selon Pausanias, citant probablement Hécatée de Milet, Augé est séduite par Héraclès et donne naissance à Télèphe,. Furieux, Aléos enferme mère et enfant dans un coffre qu'il fait jeter à la mer. Le coffre est conduit par les flots jusqu'en Asie mineure, où il est recueilli par Teuthras. Celui-ci épouse Augé et adopte Télèphe.
Selon le prologue du Télèphe d'Euripide, seule partie que nous ayons conservée, Augé donne naissance à Télèphe près du mont Parthénion. Mère et fils sont ensuite séparés avant de se retrouver en Mysie.
Euripide est également l'auteur d'une Augé, résumée par des sources tardives. Dans cette pièce, Augé, violée par Héraclès ivre pendant une fête d'Athéna, donne naissance à Télèphe. Aléos veut les mettre à mort, mais en est dissuadé par Héraclès. Augé est alors abandonnée avec son fils dans un coffre qui vogue vers la mer, un épisode repris dans la frise du Grand Autel de Pergame.
Chez Diodore de Sicile, Aléos refuse de croire Augé quand elle dit qu'Héraclès est le père de son enfant,. Comme chez Alcidamas, il la confie, enceinte, à Nauplios pour qu'il la noie, mais ici, mère et fils sont séparés par la suite : Augé part à la cour de Teuthras de Mysie, tandis que Télèphe est nourri par une biche. Trouvé par des bergers, il est conduit au roi Corythos, qui l'adopte. Devenu adulte, il veut retrouver sa mère. L'oracle de Delphes l'envoie en Mysie, où il est adopté par Teuthras. Le pseudo-Apollodore reprend plus ou moins le même récit, mais précise qu'Augé abandonne son enfant dans le téménos d'Athéna. Pour cette impiété, la terre devient stérile,.

### Télèphe et la lance d'Achille
Dans les Chants cypriens résumés par Proclos, les Achéens venus attaquer Troie pour récupérer Hélène arrivent par erreur en Mysie et assiègent Teuthranie. Téléphos, son roi, tue Thersandre, roi de Thèbes, mais est lui-même blessé par Achille. La flotte achéenne étant dispersée par une tempête, Télèphe s'embarque pour Argos, où il propose aux Grecs de les guider vers Troie en échange d'un remède pour sa blessure.
Au Ve siècle av. J.-C., Pindare évoque en passant l'héroïsme d'Achille qui a blessé Télèphe, ainsi que la Mysie aux nombreuses vignes,. Télèphe est également le sujet de deux cycles tragiques par Eschyle et Sophocle, dont on ne sait presque rien, et d'une tragédie d'Euripide datée de 438 av. J.-C.. Cette dernière montre Télèphe à Argos, déguisé en mendiant et suppliant les Achéens de le guérir. Après avoir été percé à jour, il prend en otage Oreste bébé, une scène parodiée par Aristophane dans Les Acharniens. Les Argiens découvrent ensuite que Télèphe est grec de naissance et Télèphe accepte de les guider vers Troie en échange de l'aide d'Achille pour guérir sa blessure.
Ce récit est complété par les auteurs postérieurs. Chez le pseudo-Apollodore et un scholiaste de L'Iliade, Télèphe abat un grand nombre de guerrier grecs. Confronté à Achille, il s'enfuit, mais il se prend dans des vignes suscitées par Dionysos à qui il a manqué d'égards et se retrouve blessé par la cuisse. Un oracle lui apprend que sa blessure ne pourra être guérie que par celui qui l'a causée. Télèphe se rend donc à Argos, où il promet de guider les Achéens vers Troie et de ne pas aider les Troyens. Achille guérit la blessure de Télèphe grâce à la rouille de sa lance, un motif qui apparaît d'abord chez Properce, Ovide et une peinture non datée vue par Pline l'Ancien. Hygin reprend à peu près le même récit, sauf que Télèphe ne se déguise pas en mendiant. C'est Clytemnestre qui lui suggère de prendre Oreste en otage. Les Achéens n'acceptent de l'aider qu'après qu'un oracle leur a prédit qu'ils ne prendraient pas Troie sans son aide. Télèphe s'engage alors à les guider vers Troie, mais refuse de combattre à leurs côtés, car il a épousé Laodicé, fille de Priam.
Auteur tardif, Jean Malalas fait accompagner Augé par Télèphe jusqu'en Italie, où Télèphe aurait eu un fils nommé Latinus,.

## Représentations artistiques et littéraires

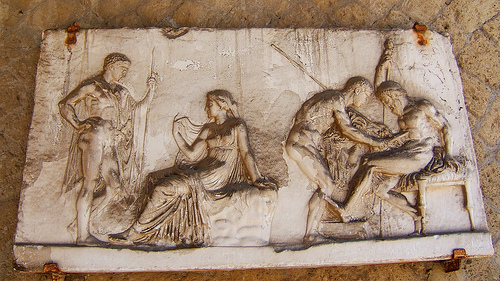
Bas-relief de Télèphe trouvé à Herculanum

Télèphe est le héros de deux tragédies d'Eschyle, Les Mysiens et Télèphe, qui traitent de la blessure de Télèphe et de son voyage à Argos. Il est probable qu'une troisième pièce ait été rédigée sur le même sujet pour former un cycle complet, mais aucun titre pertinent n'a été conservé. 
Dans la comédie Les Acharniens, Aristophane raille le Télèphe : il montre son héros cherchant au magasin d'accessoires les guenilles de Télèphe pour plaider sa cause, et prend peu après en otage un sac de charbon, parodie de la prise en otage d'Oreste par Télèphe.
Sa geste héroïque est représentée dans la cour intérieure du Grand Autel de Pergame ; elle comprend des scènes inconnues par ailleurs. Sans doute se conforme-t-elle à une œuvre de cour. Sur les vases, l'épisode de la prise en otage est souvent représenté. Sa variante burlesque est tout aussi populaire.
Un bas-relief représentant Télèphe a été retrouvé dans les fouilles d'Herculanum, dans une luxueuse maison à laquelle il a donné son nom.
Télèphe est le héros d'une tragédie lyrique d'André Campra sur un poème d'Antoine Danchet, représentée pour la première fois à l'Académie royale de musique de Paris le 28 novembre 1713.
Télèphe est le nom d'un personnage de Jean de La Bruyère.